# Deutsche Vereinigung für eine christliche Kultur
Die Deutsche Vereinigung für eine christliche Kultur (DVCK) e.V. mit Sitz in Frankfurt (Main) ist ein 1983 von einem Kreis katholischer Laien gegründeter Verein, dem Selbstverständnis nach eine „private Initiative ohne offizielle Bindung an Kirchen oder politische Parteien“ mit einer katholischen Orientierung sowie einem überkonfessionellen Tätigkeitsbereich. Vorsitzender ist Benno Hofschulte.

## Tätigkeiten
Die Deutsche Vereinigung für eine Christliche Kultur – DVCK e.V. tritt in der Öffentlichkeit mit drei Aktionen oder Initiativen auf:
- Die Aktion SOS Leben besteht seit 1990 und spricht sich in erster Linie gegen Abtreibung nach § 218 StGB aus. Nachrangig werden bioethische Themen wie Stammzellenforschung, Klonen usw. behandelt. Leiter der Aktion ist Benno Hofschulte.
- Die Aktion Kinder in Gefahr behandelt die Themen Jugendmedienschutz, Familienpolitik und ähnliche. Leiter der Aktion ist Mathias von Gersdorff. Die Aktion führt öffentliche Kampagnen durch und gibt Publikationen zu diesen Themen heraus.[2] Im Internet führt die Aktion Initiativen gegen die Zeitschrift Bravo,[3] gegen Gotteslästerung[4] und gegen ein Adoptionsrecht für gleichgeschlechtliche Lebenspartnerschaften.[5] Kinder in Gefahr ist in YouTube mit dem Konto aktionkig[6]  präsent. Dort wird regelmäßig zu Themen wie gleichgeschlechtliche Lebenspartnerschaften, Lebensrecht und anderem Stellung genommen. Anlässlich der Bundestagswahl 2009 stellte die Aktion einen Katalog von Mindestforderungen an die Bundeskanzlerkandidaten bezüglich der Medien- und Familienpolitik, worauf die CDU antwortete.[7] Regelmäßig haben sich Jugendschutzbehörden mit den Protestaktionen auseinandergesetzt, wie beispielsweise die Freiwillige Selbstkontrolle Fernsehen,[8] die Bayerische Landeszentrale für neue Medien[9] oder die Kommission für Jugendmedienschutz.[10]
- Ferner gibt der Verein unter dem Namen Aktion Deutschland braucht Mariens Hilfe katholische Bücher und Kleinschriften heraus[11] und vertreibt katholische Devotionalien wie den Rosenkranz[12] und die Wundertätige Medaille.[13] Leiter dieser Aktion ist Carlos (Carl) Schaffer.

Der Verein hat an den 1000-Kreuze-Protestzügen gegen Abtreibung in Berlin, München und Münster teilgenommen. Ebenso ist der Verein seit Jahren am March for Life in Washington, D.C. präsent. Der Verein hat sich wiederholt für die Wiedereinführung von Religion als Wahlpflichtfach anlässlich des Berliner Volksbegehrens Pro Reli vom 26. April 2009 ausgesprochen.

## Medienresonanz und Kritik
Die Initiativen gegen Bravo haben immer wieder Echo in den Medien gefunden und wurden unter anderem im Internet über die Google-Dienste Adwords und YouTube beworben. Die taz berichtete von über 10.000 Teilnehmern und auch bzgl. Ungereimtheiten des Vereins mit einem angeblichen unterstützenden Professor Dahl. Über die Aktionen gegen Bravo berichteten auch die Münchner TZ, ein Weblog auf welt.de, sowie verschiedene christlich-konservative Informationsdienste. Stellungnahmen (zum Teil in YouTube) und Initiativen gegen die Gleichstellung gleichgeschlechtlicher Partnerschaften mit der Ehe stoßen auf heftige Kritik seitens Publikationen für homosexuelle Personen wie Pride1, Queer u. a. Über zwei Initiativen gegen angebliche Gotteslästerungen berichtete Die Welt. In den Internetauftritten wurden regelmäßig Aussagen von Papst Benedikt XVI. zu Themen wie Abtreibung, Familie oder gleichgeschlechtliche Partnerschaften dokumentiert. Zu Kritik aus Verbänden wie dem LSVD oder MdB Volker Beck (Kondomdebatte während der Papstreise nach Afrika im Jahr 2009 z. Bsp.) an Papstaussagen wurde systematisch mit Gegenkommentaren reagiert und die Position aus Rom verteidigt.

## Steuerrechtlicher Status des Vereins
Die DVCK e.V. versteht sich als politischer Verein und ist deshalb aufgrund der Abgabenordnung nicht gemeinnützig (§§ 51–68 AO BG BI I S. 613, ber. 1977 I S. 269). Er verlor nach eigenen Angaben 1995 den Status der Gemeinnützigkeit. Der Verein hat wiederholt den Status beim Finanzamt Frankfurt am Main (Beeinflussung der politischen bzw. staatlicher Meinungsbildung und die Einflussnahme auf politische Entscheidungen) in Publikationen und in den Internetauftritten erläutert.

## Publikationen (Auswahl)
- Borelli Machado, Antonio: Fatima: Botschaft der Tragödie oder der Hoffnung? Mit einem Vorw. von Kardinal Alfons Maria Stickler SDB. Frankfurt am Main div. Ausg. seit 1998. ISBN 3-9805070-6-8
- Borelli Machado, Antonio: Der Rosenkranz. Frankfurt am Main div. Ausg. s. 1999. ISBN 3-933550-02-5
- Correa de Oliveira, Plinio: Kreuzweg, ISBN 3980507033 (mit Imprimatur)
- Deutsche Vereinigung für eine Christliche Kultur (Hrsg.): SOS Leben: Eine Chronik. Gegen eine Politik der faulen Kompromisse – Fünf Jahre ununterbrochener Kampf für das Lebensrecht der ungeborenen Kinder. Frankfurt am Main 1996. 203 S. ISBN 3-9805070-0-9
- Deutsche Vereinigung für eine Christliche Kultur (Hrsg.): TV – eine Schule, aber was lernt man da? 2., überarb. Aufl. Frankfurt am Main 1995.
- Gersdorff, Mathias von: Der Einfluß von Film und Fernsehen auf den Menschen – Die Lehre der Päpste von Pius XI. bis Johannes Paul II. Frankfurt am Main 1997 ISBN 3980462331
- Gersdorff, Mathias von: Blasphemie: Eine Waffe zur ideologischen Umwandlung der Gesellschaft. Mit einem Vorwort von Kardinal Paul Augustin Mayer OSB. Frankfurt am Main 1997, ISBN 398050705X
- Gersdorff, Mathias von: Satanismus, Horror und Gewaltverherrlichung in den Medien, Frankfurt am Main 1997, ISBN 3980507041
- Gersdorff, Mathias von: Bravo: Massaker der Kindheit. Frankfurt am Main div. Ausg. seit 1999.
- Gersdorff, Mathias von: Talkshows: die Furche des Schmutzes für die Heime. Frankfurt am Main. ISBN 3-9805070-8-4
- Gersdorff, Mathias von: Talkshows: Der tägliche Angriff auf die Familie. Frankfurt am Main 1999, ISBN 3933550017
- Gersdorff, Mathias von: Medienkinder. Frankfurt am Main 2001, ISBN 3933550068
- Gersdorff, Mathias: Angriff auf die Familie. Frankfurt am Main 2003. 112 S.
- Gersdorff, Mathias: Die sexuelle Revolution erreicht die Kinder. Frankfurt am Main 2005. 138 S. Auch ins Polnische übersetzt, ISBN 978-83-88739-26-2
- Gersdorff, Mathias von: Was ist Horror? Frankfurt am Main 2008, 158 S.
- Gersdorff, Mathias von: Christenhass im Visier. Christophobie, Religionskampf und Blasphemie in den Medien. Frankfurt am Main 2010 150 S.
- Mattei, Roberto de [Übers.: Alfred J. Keller]: Plinio Correa de Oliveira – Der Kreuzritter des 20. Jahrhunderts. Mit einem Vorw. von Kardinal Alfons Maria Stickler SDB.  Co-Edition mit TFP-Büro Deutschland e.V. Frankfurt am Main 2004. (Orig. Italienisch: Il crociato del secolo 20), ISBN 3950184600
- Medina Estevez, Kardinal Jorge Arturo: Die Keuschheit – Eine für alle Christen notwendige Tugend. Frankfurt am Main 2003. 110 S.
- Meves, Christa; Geis, Norbert MdB; Nutz, Prof. Walter u. a.: Verderben die Medien unsere Kinder? Frankfurt am Main 1996. ISBN 3980507025
- Reichart, Otto: Passion Christi – Vom Ölberg nach Golgotha. Frankfurt am Main 2006. 149 S. mit zahlreichen Abbildungen.
- Saint Laurent, P. Thomas de: Das Buch des Vertrauens. Frankfurt am Main 2000.
- Saint Laurent, P. Thomas de: Die Jungfrau Maria. Frankfurt am Main 2. Ausg. 2001.
- Sala S.J., Giovanni B.: Kirchliche Beratungsstellen und Mitwirkung am Abtreibungsgesetz – eine moraltheologische Untersuchung. Frankfurt am Main 1998, ISBN 3980507092
- Schaffer, Karl: Herz Jesu, ich vertraue auf Dich! Frankfurt am Main 2005. 158 S.